# Lippoldshausen
Lippoldshausen ist ein östlicher Ortsteil der Stadt Hann. Münden im Landkreis Göttingen, Niedersachsen (Deutschland).
Die waldreiche Umgebung des Dorfs im Grenzbereich zwischen Muschelkalk und Buntsandstein ist Standort seltener Pflanzen. Das Ortswappen wird daher von einer Blüte des Frauenschuh geschmückt.

## Geographische Lage
Lippoldshausen liegt etwa 5 km östlich von Hann. Münden oberhalb bzw. nördlich des Werratals im Naturpark Münden. Nordöstlich des Dorfs erhebt sich bei Scheden-Meensen der Brackenberg, auf dem sich die Reste der Burgruine Brackenburg befinden, und knapp 1 km west-südwestlich des Dorfs liegen im Ilkstal die Reste der Lippoldsburg.

## Geschichte

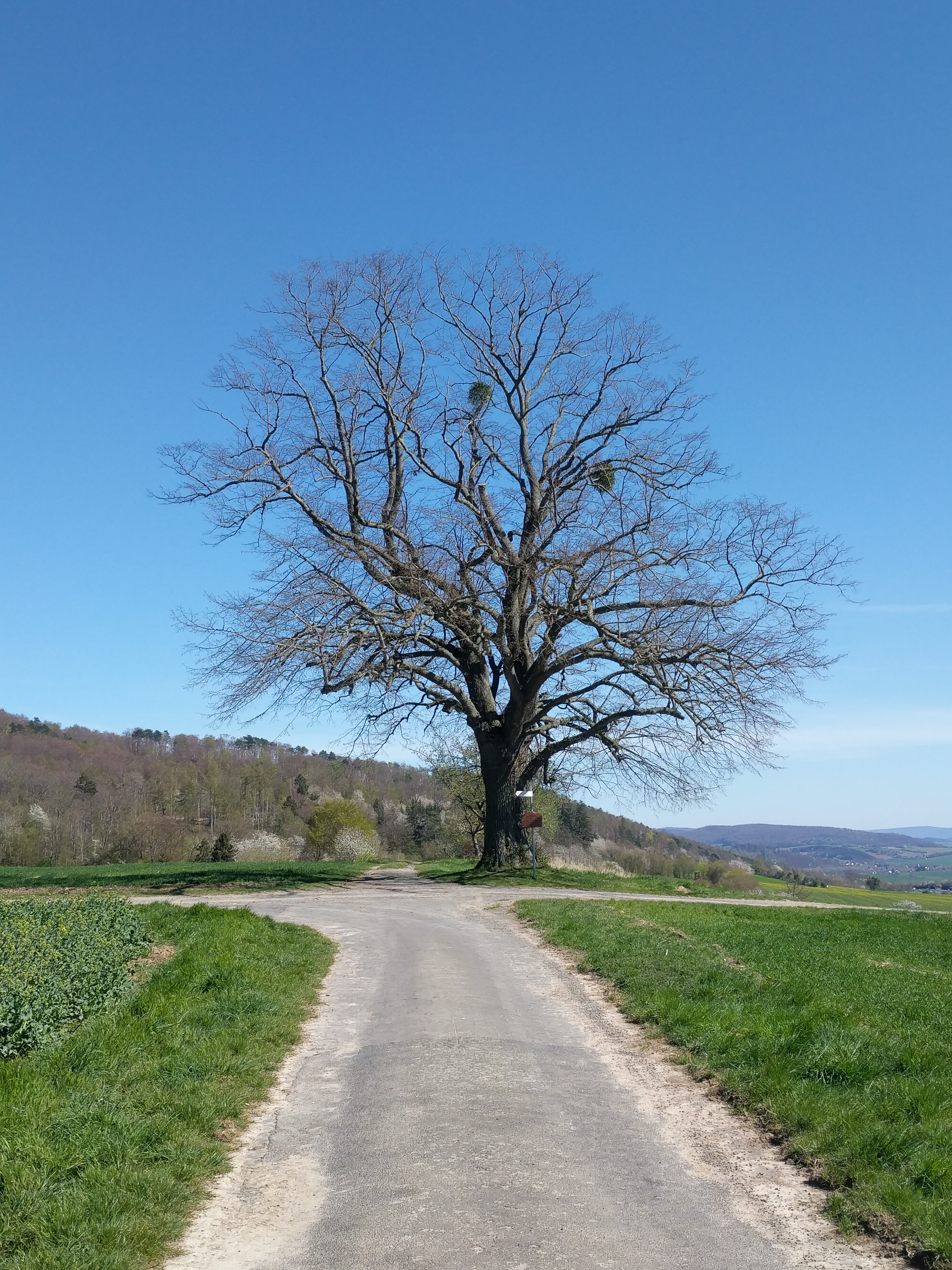
Die 1896 gepflanzte Kaiserlinde bei Lippoldshausen

Eine Besiedlung von Lippoldshausen wird bereits für das Frühmittelalter angenommen, weil zu dieser Zeit mit der westlich gelegenen Lippoldsburg in Dorfnähe eine frühmittelalterliche Fliehburg der lokalen Bevölkerung bestand. Verteidigungszwecken diente später auch der um 1200 als Wehranlage gebaute Turm der Dorfkirche. 1263 wurde Lippoldshausen erstmals als Lupoldishusen urkundlich erwähnt, als Land an das Kloster Pöhlde vermacht wurde. Spätestens 1311 gab es ein Kirchengebäude. Ebenfalls aus diesem Jahr stammt der Verweis, dass die Gemeinde den großen und kleinen Zehnten in und vor der villa Lippoldshusen, die der St. Martinskirche zu Heiligenstadt gehörte, für 23 Mark Silber, aufkaufte. Der Kaufbrief ist während des Dreißigjährigen Krieges abhandengekommen, eine Abschrift existiert aus dem Jahr 1643. Ebenso wurde 1555 der Lehnbrief erneuert, der 1447 von Herzog Otto II. an die Herren von Plesse ausgestellt ihnen, unter anderen Erbmannlehen auch eine Mollenstedde to Lippoldeshusen. Der erneuerte Lehnbrief spricht von achteinhalb Hufen Landes mit den Höfen, die dazugehören, und einer Mulenstede alles to Lippoldeshusen.
Lippoldshausen gehörte seit dem 16. Jahrhundert zum Amt Brackenberg, bis dieses 1825 in das Amt Friedland eingegliedert wurde, und kam später zum Amt Münden. Am 1. Januar 1973 wurde Lippoldshausen in die Stadt Münden eingegliedert. Bis 1974 hatte Lippoldshausen eine eigene Schule.

## Politik

### Ortsrat
Lippoldshausen wird auf kommunaler Ebene von einem Ortsrat mit neun Mitgliedern vertreten. Seit der Kommunalwahl 2021 setzt sich der Ortsrat ausschließlich aus zwei Ratsfrauen und sieben Ratsherren von der „Lippoldshäuser Wählergemeinschaft“ zusammen.

### Ortsbürgermeister
Ehrenamtlicher Ortsbürgermeister ist Gerd Hujahn (LWG). Seine Stellvertreter sind Ullrich Uhlendorff und Frank Weitemeyer (beide LWG).

## Verkehrsanbindung
Südlich von Lippoldshausen queren die Schnellfahrstrecke Hannover–Würzburg und die Bundesautobahn 7 auf den Werratalbrücken Hedemünden das Flusstal. Der Rauhebergtunnel südöstlich des Dorfs wird in der Region auch als „Lippoldshauser Tunnel“ bezeichnet. Der Ort selber ist nur an eine Kreisstraße angebunden und wird mit Bussen bedient. Die nächsten Bahnhöfe sind in Hann. Münden und Hedemünden.

## Sehenswürdigkeiten
Das Ortsbild Lippoldshausens wird durch zweigeschossige Fachwerkbauten geprägt, von denen viele aus dem 18. Jahrhundert stammen. Die Gebäude sind in Stockwerksbauweise errichtet, mehrere weisen Fachwerk-Zierformen auf. Viele der erhaltenen Fachwerkgebäude sind in der Denkmalliste verzeichnet.
Eine weitere Sehenswürdigkeit ist die Lippoldsburg, die aus dem Ilkstal von der Kreisstraße 210 aus über einen Fußweg durch ein Nebental erreichbar ist.

### Kirche

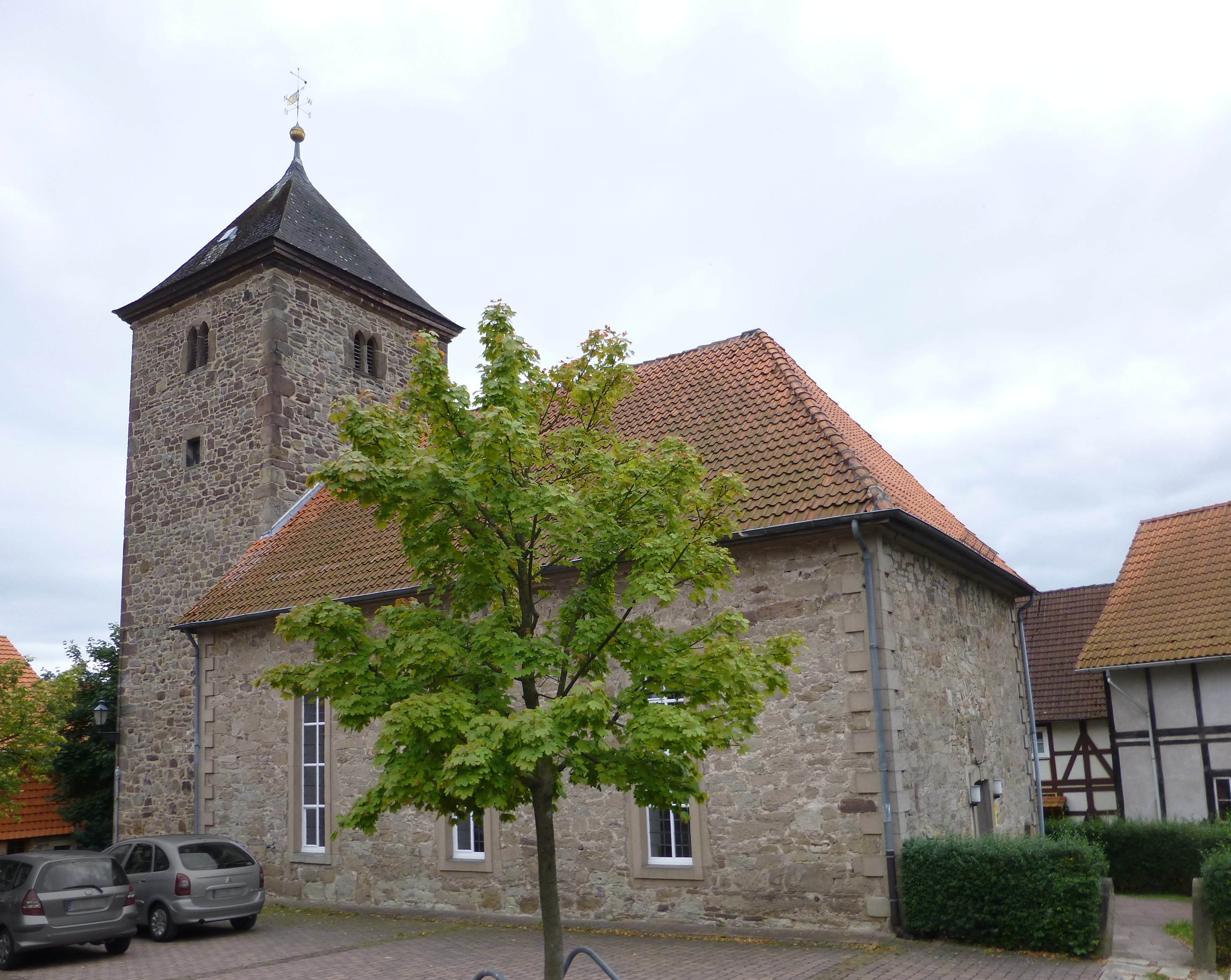
Außenansicht der Kirche

Die Dorfkirche von Lippoldshausen gehört heute zum Kirchenkreis Münden der evangelisch-lutherischen Landeskirche Hannovers. Das älteste Bauteil ist der im Kern um 1200 errichtete Wehrturm mit überwölbtem Erdgeschoss. An den Wänden, den Durchgangs- und Fensterleibungen und dem Kreuzgratgewölbe sind zahlreiche spätgotische Fresken aus dem Jahr 1444 erhalten. Sie wurden bei Renovierungen im Jahre 1911 entdeckt und stellen biblische Szenen und christliche Heilige dar: Unter dem Gewölbe befindet sich in der Mitte ein Medaillon mit dem Agnus Dei. Darum herum sind in den Gewölbescheiteln Medaillons mit den Evangelistensymbolen aufgemalt, wobei das Symbol des Evangelisten Lukas in der Barockzeit durch den Einbau einer Treppe zur Kanzel zerstört wurde. An der Nordwand und den Leibungen des Torbogens zum Kirchenschiff ist in mehreren Einzeldarstellungen die Passionsgeschichte Jesu dargestellt. Weitere Darstellungen zeigen das Jüngste Gericht, die Enthauptung Johannes des Täufers, die Dreieinigkeit, eine Dämonenaustreibung und verschiedene Apostel und Heilige. Die Zwischenräume sind mit ornamentalen Ranken und mit verschiedenfarbigen Sternen versehen.
An den Turm wurde 1752/53 ein rechteckiger Kirchensaal angebaut. An der Wand zum Turm steht eine spätbarocke Kanzelaltarwand mit Skulpturen von Petrus und Moses. Die Orgel wurde 1796 von Stephan Heeren aus Gottsbüren gebaut.

## Belege
1. 1 2  Lippoldshausen. Stadt Hann. Münden, abgerufen am 30. Juli 2022.
2. 1 2 3 4  Peter Ferdinand Lufen: Landkreis Göttingen, Teil 1. Altkreis Münden mit den Gemeinden Adelebsen, Bovenden und Rosdorf. In: Christiane Segers-Glocke (Hrsg.): Denkmaltopographie Bundesrepublik Deutschland. Baudenkmale in Niedersachsen. Band 5.2. CW Niemeyer, Hameln 1993, ISBN 3-87585-251-6, S. 204 ff.
3. ↑  Kirstin Casemir, Uwe Ohainski, Jürgen Udolph: Die Ortsnamen des Landkreises Göttingen. In: Jürgen Udolph (Hrsg.): Niedersächsisches Ortsnamenbuch (NOB). Teil IV. Verlag für Regionalgeschichte, Bielefeld 2003, ISBN 3-89534-494-X, S. 255 f.
4. ↑  Wilhelm Lotze: Geschichte der Stadt Münden nebst Umgegend. Eigenverlag, Hann. Münden 1878, S. 292.
5. ↑  Statistisches Bundesamt (Hrsg.): Historisches Gemeindeverzeichnis für die Bundesrepublik Deutschland. Namens-, Grenz- und Schlüsselnummernänderungen bei Gemeinden, Kreisen und Regierungsbezirken vom 27. 5. 1970 bis 31. 12. 1982. W. Kohlhammer GmbH, Stuttgart und Mainz 1983, ISBN 3-17-003263-1, S. 213.
6. ↑  § 7 Hauptsatzung der Stadt Hann. Münden
7. ↑  Ergebnis Ortsratswahl 2021. Abgerufen am 5. Juli 2022.